# Ред-Фетер-Лейкс (Колорадо)
Ред-Фетер-Лейкс (англ. Red Feather Lakes) — переписна місцевість (CDP) в США, в окрузі Ларімер штату Колорадо. Населення — 426 осіб (2020).

## Географія
Ред-Фетер-Лейкс розташований за координатами 40°48′34″ пн. ш. 105°34′44″ зх. д. / 40.80944° пн. ш. 105.57889° зх. д. (40.809493, -105.578958).  За даними Бюро перепису населення США в 2010 році переписна місцевість мала площу 24,99 км², з яких 23,62 км² — суходіл та 1,37 км² — водойми.

## Демографія
Згідно з переписом 2010 року, у переписній місцевості мешкали 343 особи в 180 домогосподарствах у складі 121 родини. Густота населення становила 14 особи/км².  Було 1060 помешкань (42/км²).
Расовий склад населення:
| - 98,3 % — білих - 0,9 % — чорних або афроамериканців - 0,3 % — корінних американців |

До двох чи більше рас належало 0,6 %. Частка іспаномовних становила 3,5 % від усіх жителів.
За віковим діапазоном населення розподілялося таким чином: 9,0 % — особи молодші 18 років, 53,4 % — особи у віці 18—64 років, 37,6 % — особи у віці 65 років та старші. Медіана віку мешканця становила 60,4 року. На 100 осіб жіночої статі у переписній місцевості припадало 101,8 чоловіків;  на 100 жінок у віці від 18 років та старших — 101,3 чоловіків також старших 18 років.
Цивільне працевлаштоване населення становило 131 осіб. Основні галузі зайнятості: науковці, спеціалісти, менеджери — 35,9 %, освіта, охорона здоров'я та соціальна допомога — 25,2 %, виробництво — 17,6 %, роздрібна торгівля — 13,7 %.